# Luke McCormack
Luke McCormack (* 8. Juni 1995 in Sunderland) ist ein britischer Boxer im Halbweltergewicht. Er ist der Zwillingsbruder des Boxers Pat McCormack.

## Erfolge
Luke McCormack erreichte den sechsten Platz bei den Schüler-Europameisterschaften 2009 in Russland und den zweiten Platz bei den Junioren-Europameisterschaften 2011 in Ungarn; er war dabei im Finalkampf gegen Wiktor Petrow (8:10) ausgeschieden. Bei den Juniorenweltmeisterschaften 2011 in Kasachstan erreichte er Rang 13. Darüber hinaus ist er Britischer Juniorenmeister 2010 sowie Britischer Jugendmeister 2012 und 2013.
In der Elite-Klasse wurde er 2015 Englischer Meister und startete bei den Europaspielen in Baku, wo er gegen Sofiane Oumiha (0:3) auf dem zehnten Platz ausschied. 2017 wurde er erneut Englischer Meister und gewann die Goldmedaille bei den U22-Europameisterschaften in Brăila. Er besiegte dabei Daniel Janićijević (5:0), Richárd Kovács (4:1), Volkan Gökçek (4:1) und Lasha Guruli (4:1). Im Juni 2017 nahm er an den Europameisterschaften in Charkiw teil und erreichte gegen Mger Oganesyan (3:2), Johan Orozco (5:0), Sean McComb (3:2) und Evaldas Petrauskas (4:1) das Finale, in welchem er gegen Howhannes Batschkow (0:5) ausschied. Er hatte sich somit für die Weltmeisterschaften 2017 in Hamburg qualifiziert, wo er im Achtelfinale gegen Artem Harutiunian (0:5) ausschied.
2018 gewann er eine Bronzemedaille bei den Commonwealth Games in Australien. Er hatte dabei unter anderem Sean McComb geschlagen und verlor im Halbfinale gegen Jonas Junias. Bei den EU-Meisterschaften 2018 in Spanien gewann er dann die Goldmedaille, wobei er im Halbfinale Dmitri Galagot und im Finale Paolo Di Lernia bezwang.
Bei den Europaspielen 2019 in Minsk schied er im Halbfinale gegen Sofiane Oumiha aus und gewann eine Bronzemedaille. Bei den Weltmeisterschaften 2019 in Jekaterinburg schied er vor dem Erreichen der Medaillenränge gegen Leonel de los Santos aus. Im Juni 2021 erreichte er den dritten Platz bei der europäischen Olympiaqualifikation in Paris. Bei den 2021 in Tokio ausgetragenen Olympischen Spielen schied er im Achtelfinale gegen Andy Cruz Gómez aus, nachdem er in der Vorrunde Manish Kaushik besiegt hatte.